# Hewittia
Hewittia es un género de plantas con flores perteneciente a la familia de las convolvuláceas. Comprende 18 especies descritas y de estas, solo 3 aceptadas.

## Taxonomía
El género fue descrito por Wight & Arn. y publicado en Journal of Botany, British and Foreign 66: 141. 1928. La especie tipo es: Hewittia malabarica (L.) Suresh

## Especies aceptadas
A continuación se brinda un listado de las especies del género Hewittia aceptadas hasta julio de 2015, ordenadas alfabéticamente. Para cada una se indica el nombre binomial seguido del autor, abreviado según las convenciones y usos.	
- Hewittia malabarica (L.) Suresh
- Hewittia puccioniana (Chiov.) Verdc.
- Hewittia scandens (J. König ex Milne) Mabb.